# 萬塚站
萬塚站（日语：／ Mangatsuka eki */?）位於宮崎縣都城市丸谷町，是九州旅客鐵道（JR九州）
吉都線上的車站。

## 車站構造
岸式月台1面1線的地上站。無人車站，沒有站房，而是於原站房處設立候車室。

## 車站周邊
- 萬塚簡易郵局

## 历史
- 1947年（昭和22年）3月1日 - 設立。
- 1985年（昭和60年）3月14日 - 無人化。
- 1987年（昭和62年）4月1日 - 國鐵分割民營化後成為九州旅客鐵道（JR九州）轄下的車站。

## 相鄰車站
九州旅客鐵道
吉都線
東高崎－萬塚－谷頭

## 相關項目
- 日本鐵路車站列表

## 外部連結
- JR九州 － 萬塚車站 （页面存档备份，存于）（日語）